# Waldemar Cierpinski
Waldemar Cierpinski (n. 3 august 1950, Neugattersleben, Saxonia-Anhalt, Germania) este un fost atlet german, dublu campion olimpic la maraton, reprezentând Germania de Est.

## Palmares
| An   | Competiție                  | Locație                    | Loc | Eveniment | Note    |
| ---- | --------------------------- | -------------------------- | --- | --------- | ------- |
| 1975 | Campionatul Mondial de Cros | Rabat, Maroc               | 15  | 12 km     | 36:16   |
| 1976 | Jocurile Olimpice           | Montréal, Canada           | 1   | maraton   | 2:09:55 |
| 1978 | Campionatul European        | Praga, Cehoslovacia        | 19  | 10 000 m  | 28:58,9 |
| 1978 | Campionatul European        | Praga, Cehoslovacia        | 4   | maraton   | 2:12:20 |
| 1980 | Jocurile Olimpice           | Moscova, Uniunea Sovietică | 1   | maraton   | 2:11:03 |
| 1982 | Campionatul European        | Atena, Grecia              | 6   | maraton   | 2:17:50 |
| 1983 | Campionatul Mondial         | Helsinki, Finlanda         | 3   | maraton   | 2:10:37 |

## Lucrări
- Waldemar Cierpinski, Volker Kluge: Meilenweit bis Marathon. 3. ergänzte Auflage. Sportverlag, Berlin (Ost) 1989, ISBN 3-328-00365-7